# Jour de la Constitution (Inde)
Pour les articles homonymes, voir Jour de la Constitution.

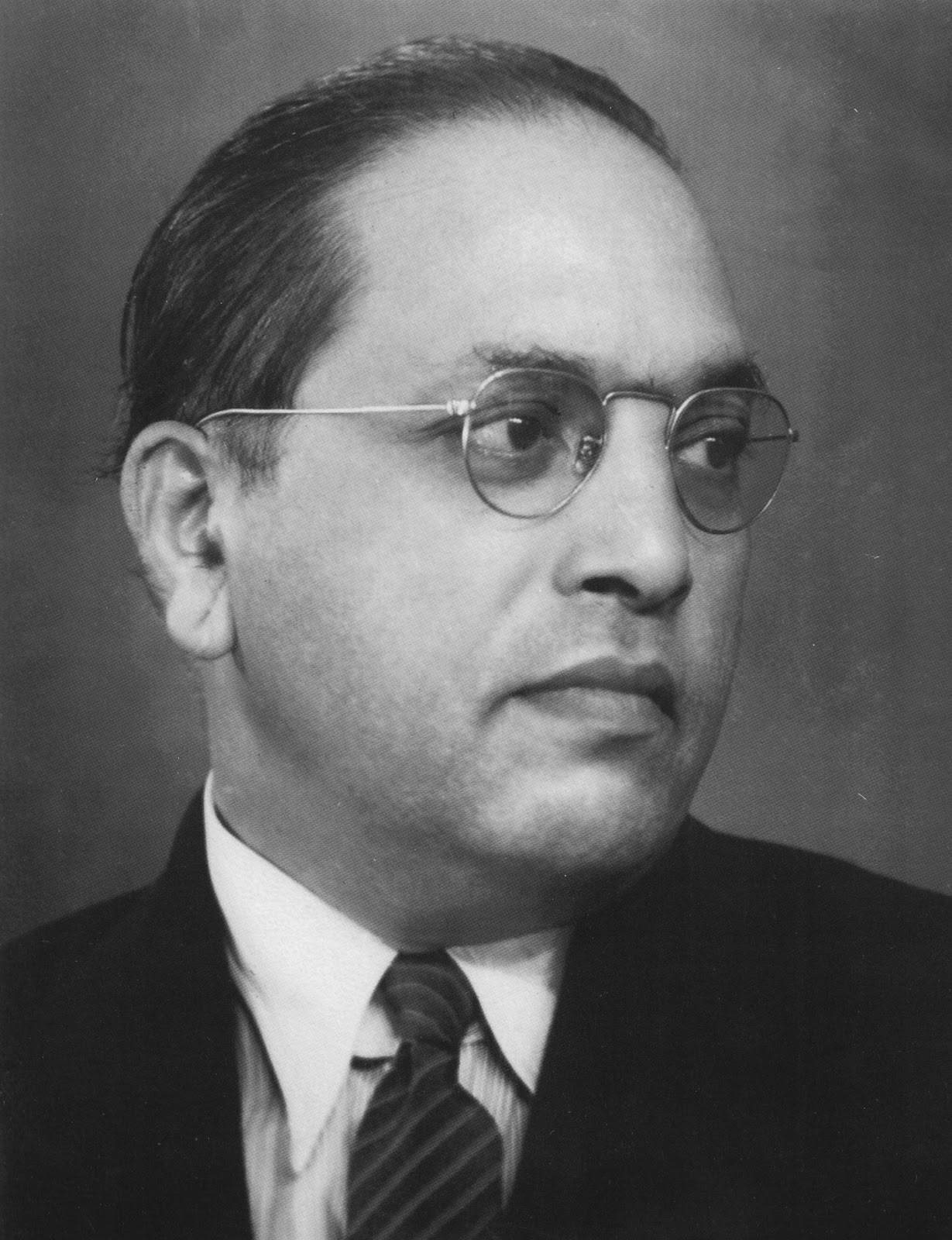
Dr B. R. Ambedkar est salué comme le principal architecte de la Constitution Indienne

Le Jour de la Constitution, aussi connu comme Samvidhan Divas, est célébré en Inde , le 26 novembre de chaque année pour commémorer l'adoption de la Constitution Indienne. Ce jour-là, en 1949, l'Assemblée Constituante de l'Inde a adopté la Constitution Indienne, qui est entrée en vigueur le 26 janvier 1950.
Le Gouvernement de l'Inde a déclaré le 26 novembre "Jour de la Constitution" le 19 novembre 2015. Le Premier Ministre de l'Inde Narendra Modi en a fait la déclaration le 11 octobre 2015, à l'occasion de la pose de la première pierre du mémorial B. R. Ambedkar à Bombay. L'année 2015 est le 125e anniversaire de la naissance d'Ambedkar, qui a présidé le comité de rédaction de l'Assemblée Constituante et a joué un rôle essentiel dans la rédaction de la constitution. Auparavant, cette journée a été célébrée comme la Journée du Droit.
Le 26 novembre a été choisi pour diffuser l'importance de la Constitution et pour propager les idées d'Ambedkar.

## Contexte
2015 étant l'année du 125e anniversaire de la naissance de B. R. Ambedkar (14 avril 1891 – 6 décembre 1956), qui est connu comme l'architecte de la constitution Indienne, le gouvernement d'Inde a décidé en mai 2015 de célébrer cette année "dans une grande manière",,. Un comité spécial présidé par le Premier Ministre d'Inde a été annoncé pour une année de célébrations. Divers programmes seront organisés par les différents ministères et services tout au long de l'année  pour diffuser les pensées et les idées d'Ambedkar,. Dans le cadre des célébrations de pose de la première pierre d'un mémorial Ambedkar sur le site d'Indu Mills à Bombay, en octobre 2015, le Premier Ministre d'Inde Narendra Modi a annoncé que le 26 novembre serait célébré comme "le Jour de la Constitution",,,. En novembre 2015, le gouvernement a officiellement annoncé la célébration de la journée.

## Célébrations
Le Jour de la Constitution n'est pas un jour férié. Plusieurs ministères du Gouvernement de l'Inde ont célébré le premier jour de la Constitution. Selon le Ministère de l'Éducation et de l'Alphabétisation, le préambule de la constitution a été lu dans toutes les écoles et par tous les étudiants. De plus il y a eu des explications sur les caractéristiques de la constitution données dans chaque école. Le Ministère de l'Enseignement Supérieur a demandé à diverses universités d'organiser des débats dans les établissements, et la Commission des subventions aux universités a organisé une compétition ouverte à toute l'Inde à l'Université Ambdekar de Lucknow, à laquelle les gagnants des quiz de chaque état ont participé.
Le Ministère des Affaires Etrangères a demandé à tous les écoles indiennes à l'étranger de célébrer le 26 novembre comme Jour de la Constitution et aux ambassades de traduire la constitution dans la langue locale du pays afin de la distribuer à différentes académies, bibliothèques et les facultés d'Indologie. Le travail de traduction de la constitution Indienne en langue arabe a été achevé,. Le Ministère des Sports a organisé une course symbolique nommé "Courir pour l'Égalité",. Une session spéciale du parlement Indien a eu lieu le 26 novembre 2015 afin de rendre hommage à la constitution et à Ambedkar. La Maison du Parlement a été illuminée à cette occasion.